# Cuphea annulata
Cuphea annulata är en fackelblomsväxtart som beskrevs av Emil Bernhard Koehne. Cuphea annulata ingår i släktet blossblommor, och familjen fackelblomsväxter. Inga underarter finns listade i Catalogue of Life.